# Canton de Neuvy-Saint-Sépulchre
Le canton de Neuvy-Saint-Sépulchre est une circonscription électorale française située dans le département de l'Indre, en région Centre-Val de Loire.
À la suite du redécoupage cantonal de 2014, les limites territoriales du canton sont remaniées. Le nombre de communes du canton passe de 12 à 25.

## Histoire
Le canton fut créé le 15 février 1790. En 1801,, une modification est intervenue.
Le décret du 18 février 2014, divise par deux le nombre de cantons dans l'Indre. La mise en application a été effective aux élections départementales de mars 2015.
Le canton de Neuvy-Saint-Sépulchre est conservé et s'agrandit grâce à la fusion avec le canton d'Aigurande. Il passe de 12 à 25 communes. Le bureau centralisateur est situé à Neuvy-Saint-Sépulchre.
Lors de ce même décret, les communes de Chassignolles, Le Magny et Montgivray dépendait avant du canton de La Châtre, elles sont a présent rattachées à celui de Neuvy-Saint-Sépulchre. Il en est de même avec la commune de Buxières-d'Aillac, qui dépendait avant du canton d'Ardentes et qui est aujourd'hui rattaché à celui de Neuvy-Saint-Sépulchre.

## Géographie
Ce canton est organisé autour de la commune de Neuvy-Saint-Sépulchre. Il est inclus dans les arrondissements de La Châtre (24 communes) et de Châteauroux (1 commune), et se situe au sud du département.
Son altitude varie de 155 m (Buxières-d'Aillac) à 450 m (Crozon-sur-Vauvre).
Le canton dépend de la deuxième circonscription législative de l'Indre.

## Représentation

### Conseillers généraux de 1833 à 2015
| Période   | Période   | Identité                                        | Étiquette                | Qualité |
| --------- | --------- | ----------------------------------------------- | ------------------------ | --- |
| 1833      | 1835      | Michel Thabaud de Claverolles                   | ?                        | Ancien bailli et procureur fiscal Propriétaire à Neuvy                                                                                          |
| 1835      | 1836      | Joseph-Nicolas Pasquier-Boisvilliers            | ?                        | Maire de Neuvy Propriétaire |
| 1836      | 1848      | Etienne Vergne du Casson (1786-1874)            | ?                        | Maire de Montlevic Avocat |
| 1848      | 1870      | Gustave Papet (1812-1892)                       | ?                        | Maire de Lourouer-Saint-Laurent Médecin, propriétaire                                                                                           |
| 1870      | 1895      | Étienne-Marie Vaissière de Saint-Martin-Valogne | Union des droites        | Député de l'Indre (1876-1906) Conseiller d'arrondissement en 1869 Conseiller général de l'Indre en 1870 Maire de Cluis                          |
| 1895      | 1937      | Lucien Blanchet                                 | Républicain puis Radical | Maire de Tranzault (1900-?) Avocat |
| 1937      | 1940      | Vincent Rotinat                                 | Radical                  | Député de l'Indre (1936-1942) Instituteur |
|           |           |                                                 |                          | |
| 1945      | 1975      | Vincent Rotinat                                 | Radical                  | Sénateur de l'Indre (1946-1971) Député de l'Indre (1936-1942) Président du conseil général de l'Indre (1951-1975) Maire de Briantes (1953-1973) |
| 1975      | mars 1994 | Aymar Boulade-Périgois (1915-1998)              | MRG puis PS              | Maire de Neuvy-Saint-Sépulchre Avocat |
| mars 1994 | mars 2001 | Laëtitia Guillot                                | PS puis DVG              | Conseillère régionale du Centre Maire de Mouhers, professeur                                                                                    |
| mars 2001 | mars 2015 | Michel Appert,                                  | DVD                      | Maire de Maillet (1983-2014) Cadre d'entreprise                                                                                                 |

### Conseillers d'arrondissement (de 1833 à 1940)
Le canton de Neuvy avait deux conseillers d'arrondissement.
| Période                                  | Période      | Identité                                           | Étiquette    | Qualité |
| ---------------------------------------- | ------------ | -------------------------------------------------- | ------------ | --- |
| 1833                                     | 1837 (décès) | Blaise Baucheron (1772-1837)                       |              | Propriétaire à Neuvy-Saint-Sépulchre                                                                        |
| 1833                                     | 1848         | Silvain Blaise Thabaud Bussière                    |              | Propriétaire, maire de Neuvy-Saint-Sépulchre, puis maire de Lacs                                            |
| 1837                                     | 1848         | Léonard Baucheron (1799-1869, fils de B.Baucheron) |              | Juge de paix du canton, propriétaire à Neuvy-Saint-Sépulchre                                                |
|                                          |              |                                                    |              | |
|                                          | 1940         | Clément Loulergue (1900-1968)                      | Conservateur | Industriel, fabricant de matériaux de construction à Neuvy-Saint-Sépulchre                                  |
|                                          | 1940         | Michel Robin (1872-1947)                           | Conservateur | Propriétaire, maire de Fougerolles                                                                          |
| 1940                                     |              |                                                    |              | Les conseils d'arrondissement ont été suspendus par la loi du 12 octobre 1940 et n'ont jamais été réactivés |
| Les données manquantes sont à compléter. |              |                                                    |              | |

### Conseillers départementaux à partir de 2015
| Période élective | Période élective | Mandat        | Mandat        | Identité                 | Nuance | Nuance | Qualité |
| ---------------- | ---------------- | ------------- | ------------- | ------------------------ | ------ | ------ | --- |
| 2015             | 2021             | 2015          | novembre 2016 | Louis Pinton             |        | LR     | Sénateur de l'Indre (2007-2016) Ancien président du conseil général de l'Indre (1998-2015) Président du conseil départemental de l'Indre (2015-2016 Ancien conseiller général du Canton d'Aigurande (1992-2015) Docteur vétérinaire |
| 2015             | 2021             | 2015          | 2021          | Marie-Jeanne Lafarcinade |        | DVD    | Maire de Fougerolles (1995-2020) Exploitante agricole |
| 2015             | 2021             | novembre 2016 | 2021          | Michel Blin              |        | LR     | Maire de Montgivray (2014-) Prothésiste dentaire |
| 2021             | 2028             | 2021          | en cours      | Virginie Fontaine        |        | DVD    | Chargée de communication, maire d'Aigurande, 5e Vice-présidente déléguée à l'Éducation et aux Transports |
| 2021             | 2028             | 2021          | en cours      | Christian Robert         |        | DVD    | Cadre supérieur retraité, maire de Mers-sur-Indre, Président de la Communauté de communes |

### Résultats électoraux

#### Cantonales de 2001
Élections cantonales de 2001 : Michel Appert (Divers droite) est élu au 2e tour avec 49,61 % des suffrages exprimés, devant André Jamet (PS) (27,41 %) et Michel Appert (Divers droite) (49,61 %). Le taux de participation est de 67,65 % (3 318 votants sur 4 905 inscrits).

#### Cantonales de 2008
Élections cantonales de 2008 : Michel Appert (Divers droite) est élu au 1er tour avec 59,11 % des suffrages exprimés, devant Laëtitia Guillot (Divers gauche) (23,9 %) et Robert Fleurion (PS) (16,99 %). Le taux de participation est de 76,86 % (3 763 votants sur 4 896 inscrits).

#### Départementales de 2015
Lors des élections départementales de 2015, le binôme composé de Marie-Jeanne Lafarcinade et Louis Pinton (Union de la Droite) est élu au premier tour avec 53,68% des suffrages exprimés, devant le binôme composé de Daniel Calame et Stéphanie Noc-Chaput (Union de la Gauche) (24,17%). Le taux de participation est de 56,33 % (6 973 votants sur 12 379 inscrits) contre 53,14 % au niveau départemental et 50,17 % au niveau national.

#### Élections de juin 2021
Le premier tour des élections départementales de 2021 est marqué par un très faible taux de participation (33,26 % au niveau national). Dans le canton de Neuvy-Saint-Sépulchre, ce taux de participation est de 38,61 % (4 582 votants sur 11 866 inscrits) contre 35,86 % au niveau départemental. À l'issue de ce premier tour, deux binômes sont en ballottage : Virginie Fontaine et Christian Robert (DVD, 52,84 %) et Aline Démolles et Dominique Viard (Union à gauche avec des écologistes, 27,4 %).
Le second tour des élections est marqué une nouvelle fois par une abstention massive équivalente au premier tour. Les taux de participation sont de 34,36 % au niveau national, 35,86 % dans le département et 38,15 % dans le canton de Neuvy-Saint-Sépulchre. Virginie Fontaine et Christian Robert (DVD) sont élus avec 68,36 % des suffrages exprimés (2 811 voix pour 4 526 votants et 11 865 inscrits),,.

## Composition

### Composition avant 2015

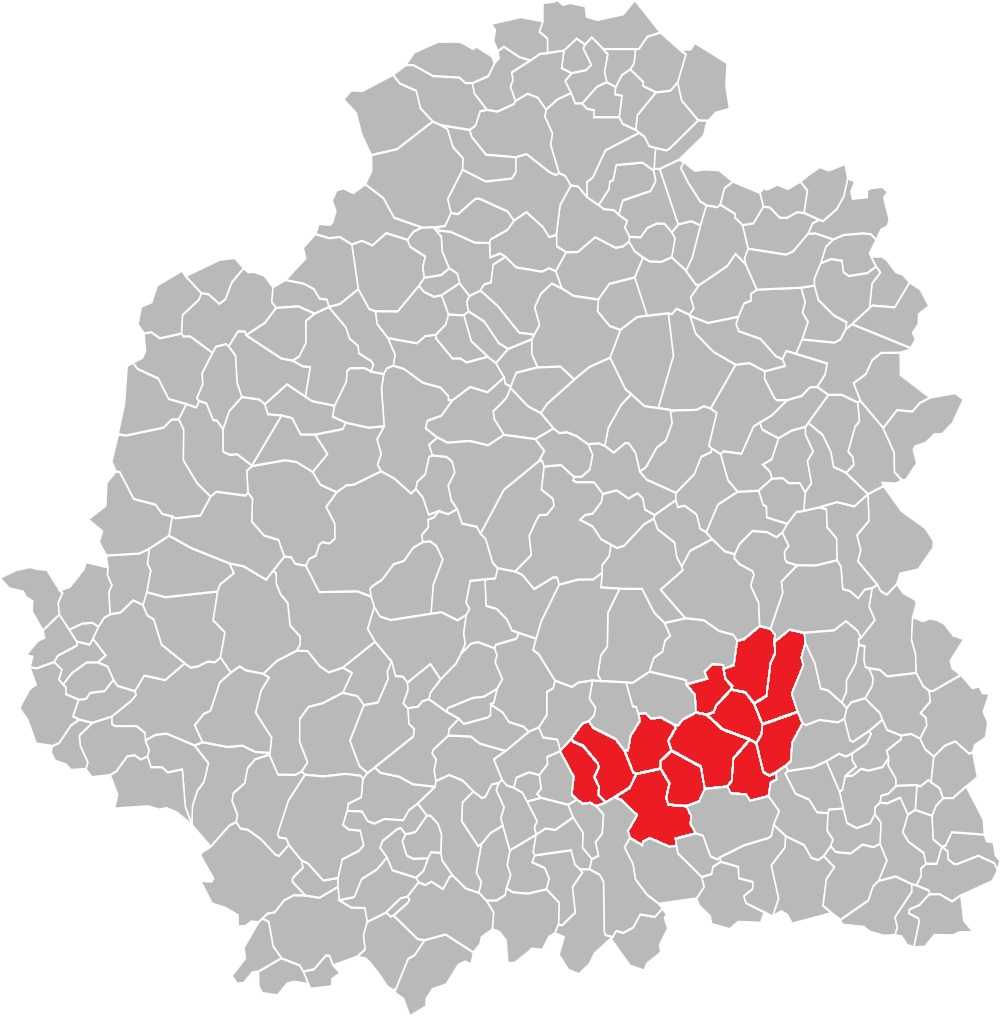
Situation du canton de Neuvy-Saint-Sépulchre, dans le département de l'Indre, de 1790 à mars 2015.

Le canton de Neuvy-Saint-Sépulchre, d'une superficie de 269,74 km2, était composé de douze communes.
| Nom                               | Code Insee | Codepostal | Superficie (km2) | Population (dernière pop. légale) | Densité (hab./km2) |
| --------------------------------- | ---------- | ---------- | ---------------- | --------------------------------- | ------------------ |
| Neuvy-Saint-Sépulchre (chef-lieu) | 36141      | 36230      | 35,11            | 1 690 (2009)                      | 48                 |
| Cluis                             | 36056      | 36340      | 35,32            | 1 006 (2012)                      | 28                 |
| Fougerolles                       | 36078      | 36230      | 17,17            | 340 (2012)                        | 20                 |
| Gournay                           | 36084      | 36230      | 20,33            | 317 (2012)                        | 16                 |
| Lys-Saint-Georges                 | 36108      | 36230      | 12,98            | 264 (2012)                        | 20                 |
| Maillet                           | 36110      | 36340      | 25,02            | 267 (2012)                        | 11                 |
| Malicornay                        | 36111      | 36340      | 16,31            | 190 (2012)                        | 12                 |
| Mers-sur-Indre                    | 36120      | 36230      | 25,45            | 662 (2012)                        | 26                 |
| Montipouret                       | 36129      | 36230      | 27,89            | 577 (2012)                        | 21                 |
| Mouhers                           | 36133      | 36340      | 17,89            | 244 (2012)                        | 14                 |
| Sarzay                            | 36210      | 36230      | 18,30            | 325 (2012)                        | 18                 |
| Tranzault                         | 36226      | 36230      | 17,97            | 331 (2012)                        | 18                 |

### Composition après 2015
Le canton de Neuvy-Saint-Sépulchre, d'une superficie de 652,94 km2, est composé de vingt-cinq communes.
| Nom                                           | Code Insee | Intercommunalité                 | Superficie (km2) | Population (dernière pop. légale) | Densité (hab./km2) | Modifier                                    |
| --------------------------------------------- | ---------- | -------------------------------- | ---------------- | --------------------------------- | ------------------ | ------------------------------------------- |
| Neuvy-Saint-Sépulchre (bureau centralisateur) | 36141      | CC du Val de Bouzanne            | 35,11            | 1 657 (2022)                      | 47                 | modifier les données · modifier les données |
| Aigurande                                     | 36001      | CC de la Marche Berrichonne      | 27,77            | 1 329 (2022)                      | 48                 | modifier les données · modifier les données |
| La Buxerette                                  | 36028      | CC de la Marche Berrichonne      | 10,99            | 111 (2022)                        | 10                 | modifier les données · modifier les données |
| Buxières-d'Aillac                             | 36030      | CC du Val de Bouzanne            | 25,75            | 243 (2022)                        | 9,4                | modifier les données · modifier les données |
| Chassignolles                                 | 36043      | CC de La Châtre et Sainte-Sévère | 29,94            | 533 (2022)                        | 18                 | modifier les données · modifier les données |
| Cluis                                         | 36056      | CC du Val de Bouzanne            | 35,32            | 979 (2022)                        | 28                 | modifier les données · modifier les données |
| Crevant                                       | 36060      | CC de la Marche Berrichonne      | 36,54            | 706 (2022)                        | 19                 | modifier les données · modifier les données |
| Crozon-sur-Vauvre                             | 36061      | CC de la Marche Berrichonne      | 27,69            | 331 (2022)                        | 12                 | modifier les données · modifier les données |
| Fougerolles                                   | 36078      | CC du Val de Bouzanne            | 17,17            | 352 (2022)                        | 21                 | modifier les données · modifier les données |
| Gournay                                       | 36084      | CC du Val de Bouzanne            | 20,33            | 280 (2022)                        | 14                 | modifier les données · modifier les données |
| Lourdoueix-Saint-Michel                       | 36099      | CC de la Marche Berrichonne      | 19,67            | 303 (2022)                        | 15                 | modifier les données · modifier les données |
| Lys-Saint-Georges                             | 36108      | CC du Val de Bouzanne            | 12,98            | 200 (2022)                        | 15                 | modifier les données · modifier les données |
| Le Magny                                      | 36109      | CC de La Châtre et Sainte-Sévère | 17,84            | 1 015 (2022)                      | 57                 | modifier les données · modifier les données |
| Maillet                                       | 36110      | CC du Val de Bouzanne            | 25,02            | 242 (2022)                        | 9,7                | modifier les données · modifier les données |
| Malicornay                                    | 36111      | CC du Val de Bouzanne            | 16,31            | 189 (2022)                        | 12                 | modifier les données · modifier les données |
| Mers-sur-Indre                                | 36120      | CC du Val de Bouzanne            | 25,45            | 664 (2022)                        | 26                 | modifier les données · modifier les données |
| Montchevrier                                  | 36126      | CC de la Marche Berrichonne      | 34,70            | 448 (2022)                        | 13                 | modifier les données · modifier les données |
| Montgivray                                    | 36127      | CC de La Châtre et Sainte-Sévère | 25,48            | 1 557 (2022)                      | 61                 | modifier les données · modifier les données |
| Montipouret                                   | 36129      | CC du Val de Bouzanne            | 27,89            | 611 (2022)                        | 22                 | modifier les données · modifier les données |
| Mouhers                                       | 36133      | CC du Val de Bouzanne            | 17,89            | 205 (2022)                        | 11                 | modifier les données · modifier les données |
| Orsennes                                      | 36146      | CC de la Marche Berrichonne      | 49,28            | 705 (2022)                        | 14                 | modifier les données · modifier les données |
| Saint-Denis-de-Jouhet                         | 36189      | CC de la Marche Berrichonne      | 43,48            | 969 (2022)                        | 22                 | modifier les données · modifier les données |
| Saint-Plantaire                               | 36207      | CC de la Marche Berrichonne      | 34,07            | 602 (2022)                        | 18                 | modifier les données · modifier les données |
| Sarzay                                        | 36210      | CC de La Châtre et Sainte-Sévère | 18,30            | 300 (2022)                        | 16                 | modifier les données · modifier les données |
| Tranzault                                     | 36226      | CC du Val de Bouzanne            | 17,97            | 347 (2022)                        | 19                 | modifier les données · modifier les données |
| Canton de Neuvy-Saint-Sépulchre               | 3611       |                                  | 652,94           | 14 878 (2022)                     | 23                 | modifier les données                        |

## Démographie

### Démographie avant 2015
| 1962  | 1968  | 1975  | 1982  | 1990  | 1999  | 2006  | 2011  | 2012  |
| ----- | ----- | ----- | ----- | ----- | ----- | ----- | ----- | ----- |
| 7 819 | 7 161 | 6 622 | 6 285 | 6 008 | 5 927 | 6 011 | 6 175 | 6 186 |

### Démographie depuis 2015
En 2022, le canton comptait 14 878 habitants, en évolution de −2,97 % par rapport à 2016 (Indre : −3 %, France hors Mayotte : +2,11 %).
| 2013   | 2018   | 2022   |
| ------ | ------ | ------ |
| 15 572 | 15 189 | 14 878 |